# مدنی پولیانی
مدنی پولیانی (به لاتین: Medeni Polyani) یک منطقهٔ مسکونی در بلغارستان است که در استان پازارجیک واقع شده‌است. مدنی پولیانی ۳۸٫۵۳ کیلومتر مربع مساحت و ۷۲۱ نفر جمعیت دارد و ۱٬۴۳۰ متر بالاتر از سطح دریا واقع شده‌است.